# The Stone Quarry
The Stone Quarry (anteriormente Cruel and Unusual Films, Inc.) es una productora cinematográfica estadounidense creada en 2004 por el cineasta Zack Snyder, su esposa Deborah Snyder y su socio productor Wesley Coller.

## Establecimiento
Cruel and Unusual Films, Inc. fue fundada en 2004 por Zack Snyder, su esposa, Deborah, y su socio productor Wesley Coller.  La empresa tiene su sede en Warner Bros., y está situada en Pasadena, California. La compañía firmó un acuerdo de producción de dos años con Warner Bros. en 2007, antes del estreno en cines de 300, película en la que Snyder ejerció de director. Snyder y su esposa, Deborah, son copresidentes de la empresa. Coller suele ser socio productor. Snyder lanzó el sitio web oficial de la empresa el 30 de enero de 2009 e invitó a los artistas a presentar versiones del logotipo de la empresa. Su logotipo más reciente incluye una colegiala católica animada llamada Baby Doll, que es la heroína de la película de Snyder de 2011 Sucker Punch: Mundo surreal. Además de producir largometrajes, Cruel and Unusual Films también ha colaborado en la comercialización de sus películas, basándose en los sólidos antecedentes publicitarios de Snyder y su esposa, Deborah Snyder. Para enero de 2019, Snyder anunció el nuevo título del estudio, The Stone Quarry.

## Historia
Hasta la fecha, Cruel and Unusual se ha desempeñado como coproductor no acreditado de películas en las que Snyder y su esposa se desempeñaron como director y productor respectivamente. Después de su fundación en 2004, la compañía produjo El amanecer de los muertos, una nueva versión de la película de 1978 de George A. Romero del mismo nombre. En 2007, Cruel and Unusual Films produjo 300, una adaptación de la novela gráfica de Frank Miller. En 2009, la compañía produjo Watchmen: Los Vigilantes, una adaptación de la serie limitada de DC Comics del mismo nombre. Cruel and Unusual produjo a continuación Ga'Hoole: la leyenda de los guardianes, una película animada por computadora basada en la serie de libros de fantasía para niños Guardians of Ga'Hoole de Kathryn Lasky. Sucker Punch fue coescrita y dirigida por Snyder, quien también produjo la película con su esposa Deborah Snyder. La película es la primera que acredita a Cruel and Unusual como productor. Sucker Punch fue lanzado el 25 de marzo de 2011.
En 2014, el estudio coprodujo la secuela de 300, 300: El nacimiento de un imperio de 2007. En 2016, el estudio coprodujo la secuela de El hombre de acero de 2013, Batman v Superman: Dawn of Justice.
En 2017 el estudio coprodujo Wonder Woman y Liga de la Justicia.
En julio de 2015 se reveló que Zack Snyder y Deborah Snyder actuarán como productores y productores ejecutivos en el Universo Extendido de DC. Desde 2018, los presidentes de DC Films Geoff Johns y Walter Hamada servirán como productores ejecutivos en las futuras películas de DC ambientadas en el Universo Extendido de DC, junto con los Snyder.
El estudio debía producir El ejército de los muertos, una secuela de la nueva versión de Snyder de El amanecer de los muertos, en la que Zack Snyder debía ayudar a desarrollar la historia, mientras que su esposa produciría la película, y Joby Harold escribiría el guion. La historia se centra en un padre que intenta salvar a su hija en una Las Vegas infestada de zombis. Debido a lo costoso de la producción, la producción de la película fue cancelada por Warner Bros.

### Proyectos futuros
Zack Snyder también dirigirá una nueva versión de la película de 1969 El hombre ilustrado. La compañía también producirá Horse Latitudes, antes conocida como The Last Photograph, una película sobre una fotografía que inspira a dos hombres a viajar a Sudamérica. La película estará dirigida por Zack Snyder y será producida por Snyder y su esposa Deborah Snyder.
En septiembre de 2017 se confirmó que Zack Snyder está desarrollando la adaptación de El manantial, basada en la novela de Ayn Rand de 1943.
El 29 de enero de 2019, Snyder anunció que ha firmado para dirigir El ejército de los muertos, un suspenso de terror zombi, para Netflix. Snyder dirigirá y producirá junto a Deborah Snyder.
El 20 de mayo de 2020, Snyder anunció oficialmente que Warner Bros. estrenaría su corte de Liga de la Justicia como Liga de la Justicia de Zack Snyder en HBO Max en 2021.
En septiembre de 2020, se anunció que Netflix había dado luz verde a una precuela basada en El ejército de los muertos, con Matthias Schweighöfer dispuesto a dirigir la película además de retomar su papel de Ludwig. Shay Hatten también escribirá el guion. También se anunció que se estaba trabajando en una precuela de anime titulada Army of the Dead: Lost Vegas. La serie servirá como historia de origen para el personaje de Dave Bautista, Scott Ward, y su equipo de rescate durante la caída inicial de Las Vegas, mientras se enfrentan al origen del brote zombi. Jay Oliva será el showrunner de la serie, y tanto Oliva como Zack Snyder dirigirán dos episodios cada uno. En julio de 2021, la empresa firmó un acuerdo de primera vista con Netflix.

## Filmografía

### Cine
| Año         | Película                               | Director              | Coproducción con                                                                      | Distribución                    | Rotten Tomatoes | Metacritic |
| ----------- | -------------------------------------- | --------------------- | ------------------------------------------------------------------------------------- | ------------------------------- | --------------- | ---------- |
| 2004        | Dawn of the Dead                       | Zack Snyder           | Strike Entertainment y New Amsterdam Entertainment                                    | Universal Pictures              | 76%             | 58/100     |
| 2007        | 300                                    | Zack Snyder           | Legendary Pictures, Virtual Studios, Atmosphere Pictures y Hollywood Gang Productions | Warner Bros. Pictures           | 61%             | 52/100     |
| 2008 - 2009 | Watchmen: Motion Comic                 | Jake Strider Hughes   | Serie de cortometrajes animados basada en la serie de cómics de DC Comics, Watchmen   | Warner Premiere Digital         | —               |            |
| 2009        | Watchmen: Los Vigilantes               | Zack Snyder           | Legendary Pictures, Lawrence Gordon Productions y DC Films                            | Warner Bros. Paramount Pictures | 65%             | 56/100     |
| 2010        | Ga'Hoole: la leyenda de los guardianes | Zack Snyder           | New Line Cinema, Evergreen Media Group Productions y The Safran Company               | Warner Bros. Pictures           | 52%             | 53/100     |
| 2011        | Sucker Punch: Mundo surreal            | Zack Snyder           | Legendary Pictures                                                                    | Warner Bros. Pictures           | 22%             | 33/100     |
| 2013        | El hombre de acero                     | Zack Snyder           | Legendary Pictures, DC Films y Syncopy                                                | Warner Bros. Pictures           | 56%             | 55/100     |
| 2014        | 300: Rise of an Empire                 | Noam Murro            | Legendary Pictures, Atmosphere Pictures y Hollywood Gang Productions                  | Warner Bros. Pictures           | 45%             | 48/100     |
| 2016        | Batman v Superman: Dawn of Justice     | Zack Snyder           | RatPac Entertainment, Atlas Entertainment y DC Films                                  | Warner Bros. Pictures           | 29%             | 44/100     |
| 2017        | Wonder Woman                           | Patty Jenkins         | RatPac Entertainment, Atlas Entertainment y DC Films                                  | Warner Bros. Pictures           | 93%             | 76/100     |
| 2017        | Liga de la Justicia                    | Zack Snyder           | RatPac Entertainment, Atlas Entertainment y DC Films                                  | Warner Bros. Pictures           | 40%             | 45/100     |
| 2018        | Aquaman                                | James Wan             | RatPac Entertainment, The Safran Company, Mad Ghost Productions y DC Films            | Warner Bros. Pictures           | 65%             | 55/100     |
| 2020        | Wonder Woman 1984                      | Patty Jenkins         | Atlas Entertainment, Mad Ghost Productions y DC Films                                 | Warner Bros. Pictures           | 60%             | 60/100     |
| 2021        | Zack Snyder's Justice League           | Zack Snyder           | DC Films, Atlas Entertainment y WarnerMax                                             | HBO Max                         | 71%             | 54/100     |
| 2021        | Army of the Dead                       | Zack Snyder           | —                                                                                     | Netflix                         | 67%             | 57/100     |
| 2021        | Army of Thieves                        | Matthias Schweighöfer | Pantaleon Films                                                                       | Netflix                         | 69%             | 49/100     |
| 2023        | Rebel Moon - Part One: A Child of Fire | Zack Snyder           | Grand Electric                                                                        | Netflix                         | 53%             | 31/100     |
| 2024        | Rebel Moon – Part Two: The Scargiver   | Zack Snyder           | Grand Electric                                                                        | Netflix                         | 67%             | 36/100     |
| TBA         | Planet of the Dead                     | Zack Snyder           | N / A                                                                                 | Netflix                         | TBA             | TBA        |

### Televisión
| Año  | Serie                        | Creador                                | Coproducción con                       | Distribución | Crítica |
| ---- | ---------------------------- | -------------------------------------- | -------------------------------------- | ------------ | ------- |
| 2024 | Twilight of the Gods         | Eric Carrasco, Jay Oliva y Zack Snyder | Netflix Animation y Xilam Animation    | Netflix      | 71%     |
| TBA  | Army of the Dead: Lost Vegas | Jay Oliva                              | Netflix Animation, Meduzarts Animation | Netflix      | TBA     |

### Videojuegos
| Año  | Título                               | Desarrollador(es)        | Distribuidor | Plataforma(s)    |
| ---- | ------------------------------------ | ------------------------ | ------------ | ---------------- |
| 2021 | Army of the Dead: Viva Las Vengeance | Pure Imagination Studios | Netflix      | Realidad Virtual |